# Medal Pamiątkowy „Pro Masovia”
Medal Pamiątkowy „Pro Masovia” – polski medal honorowy przyznawany przez marszałka województwa mazowieckiego za przyczynienie się do gospodarczego, kulturalnego lub społecznego rozwoju Mazowsza.

## Historia i zasady nadawania
Medal ustanowiono Uchwałą Nr 142/06 Sejmiku Województwa Mazowieckiego z dnia 10 lipca 2006 r.
Jest to wyróżnienie okolicznościowe, nadawane osobom fizycznym, jednostkom samorządu terytorialnego, organizacjom pozarządowym, instytucjom państwowym oraz innym osobom prawnym i jednostkom organizacyjnym niemającym osobowości prawnej za zasługi dla gospodarczego, kulturalnego lub społecznego rozwoju Mazowsza.

## Insygnium
Medal jest wykonany z patynowanego tombaku. Na awersie widnieje tarcza z orłem wychodząca z okręgu, na którym umieszczono napis: „PRO MASOVIA”. Na rewersie znajduje się napis: „Marszałek Województwa Mazowieckiego” na tle okręgu z elementem dekoracyjnym u dołu. Medal zaprojektował Andrzej Heidrich.